# Junge Familie

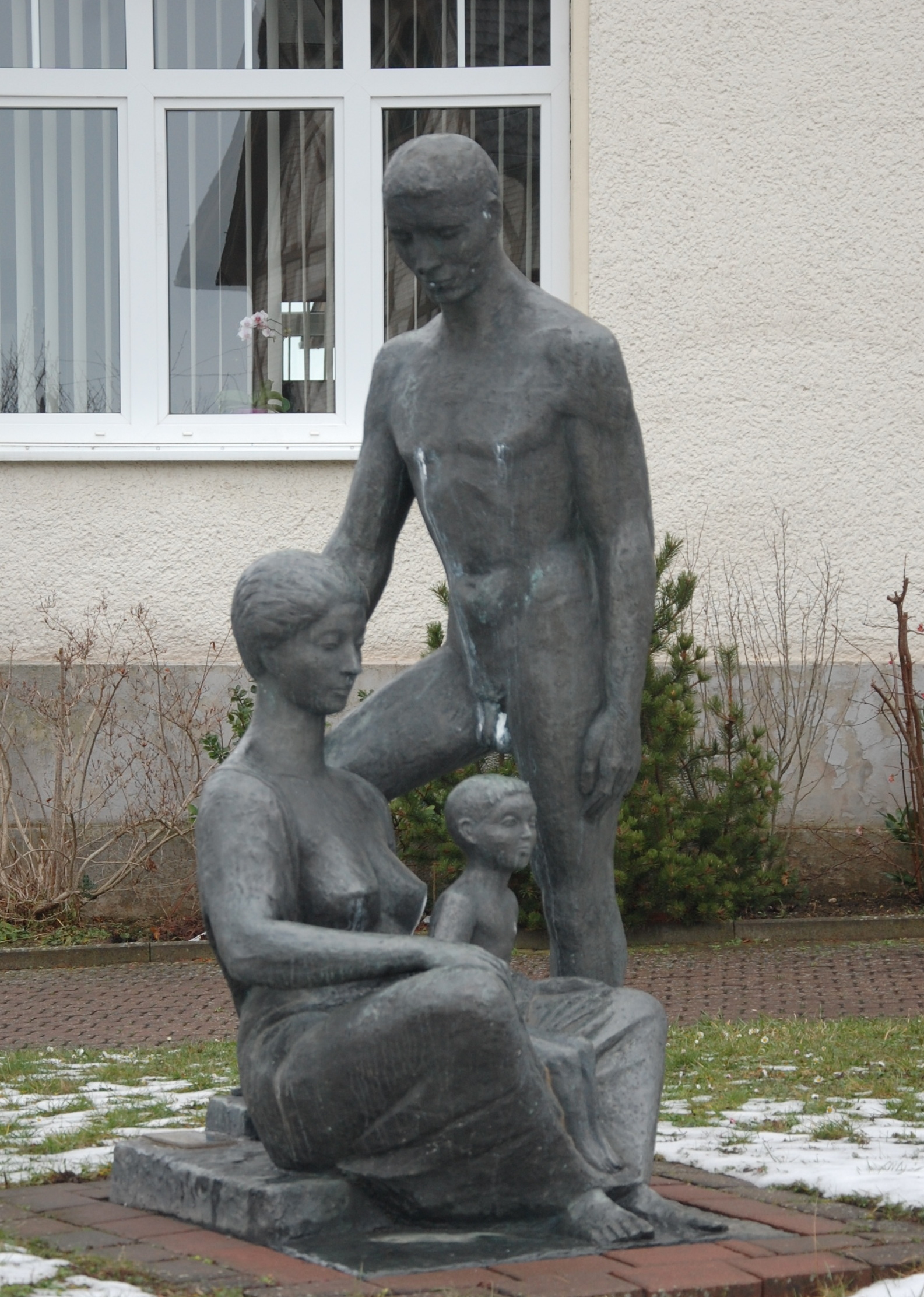
Plastik Junge Familie

Die Junge Familie ist eine denkmalgeschützte Plastik in dem zur Stadt Quedlinburg in Sachsen-Anhalt gehörenden Ortsteil Stadt Gernrode.

## Lage
Sie befindet sich östlich der Gernröder Altstadt in der Otto-Franke-Straße an der Adresse Otto-Franke-Straße 25 und ist im örtlichen Denkmalverzeichnis als Plastik eingetragen.

## Gestaltung und Geschichte
Die Plastik wurde vom Bildhauer Heinz Beberniß aus Bronze geschaffen. Das Auftragswerk entstand im Stil des Sozialistischen Realismus und zeigt eine junge dreiköpfige Familie. Mutter, Vater und Kind werden als naturalistische Akte dargestellt.
Die auch als Vater-Mutter-Kind bezeichnete Plastik befand sich ursprünglich vor dem FDGB-Ferienheim Fritz Heckert. Nachdem das Heim 1990 geschlossen wurde und dann verfiel, wurde die Plastik im Jahr 1999 sichergestellt und später im Vorgarten vor dem als Ärztehaus genutzten Grundstück Bahnhofstraße 25, heute Otto-Franke-Straße 25, wieder aufgestellt. In der Vergangenheit befand sich auf diesem Grundstück eine jedoch nicht erhaltene Villa.